# Alma S. Grey
Alma S. Grey, właściwie Alma Saraçi (ur. 5 kwietnia 1984 w Elbasanie) – amerykańska aktorka i reżyserka pochodzenia albańskiego.

## Życiorys
Alma urodziła się i dorastała w albańskim mieście Elbasan. W nastoletnim wieku przeniosła się do Stanów Zjednoczonych, gdzie po ukończeniu szkoły średniej uczęszczała do Uniwersytetu Rutgersa w mieście New Brunswick. Studiowała tam m.in. biologię, literaturę francuską i filozofię, jednak ostatecznie zdecydowała, że będzie prowadzić karierę aktorki. Spędziła prawie rok w Seattle, a następnie przeniosła się do Los Angeles, gdzie kontynuowała karierę aktorską.
Biegle mówi po albańsku, hiszpańsku, francusku, angielsku i włosku. Deklaruje również znajomość języka arabskiego oraz ormiańskiego.

## Filmografia

### Filmy
| Rok  | Tytuł                                 | Rola         |
| ---- | ------------------------------------- | ------------ |
| 2007 | Michel i Odette                       | Odette       |
| 2007 | 666: Bestia                           | Sydonai      |
| 2008 | Karma: Zbrodnia. Pasja. Reinkarnacja. | Anna         |
| 2008 | Float                                 | Susannah     |
| 2008 | Dziennik seryjnego mordercy           | Karen        |
| 2008 | Ciemniejsza rzeczywistość             | Becca        |
| 2009 | Pranie                                | Natasha      |
| 2009 | Gabinet                               | Julia        |
| 2009 | Strach przed przyciąganiem            | Kiki         |
| 2009 | Nie patrz w górę                      | Crina        |
| 2009 | Chad i obca peruka                    | Heather      |
| 2010 | Idol z piekła rodem                   | Daphne       |
| 2010 | Spirala                               | Padma        |
| 2013 | Bulwar                                |              |
| 2014 | Refleksje Mai Rose                    | Maya Rose    |
| 2014 | Połamane gardenie                     | Jenni Madras |
| 2015 | Haven                                 | Lollipop     |
| 2018 | Terrorysta                            | Farrah       |